# Юмакаево
Юмакаево (баш. Йомаҡай) — деревня в Бураевском районе Башкортостана, входит в состав Ванышевского сельсовета.

## История
В «Списке населенных мест по сведениям 1870 года», изданном в 1877 году, населённый пункт упомянут как деревня Юмакаева 2-го стана Бирского уезда Уфимской губернии. Располагалась при реке Таныпе, в 52 верстах от уездного города Бирска и в 11 верстах от становой квартиры в селе Тепляки. В деревне, в 62 дворах жили 370 человек (199 мужчин и 171 женщина, татары), были мечеть, училище. Жители занимались пчеловодством.

## Население
| 2002 | 2009 | 2010 |
| ---- | ---- | ---- |
| 267  | ↘237 | ↘205 |

Согласно переписи 2002 года, преобладающие национальности — башкиры (70 %), татары (27 %).

## Географическое положение
Расстояние до:
- районного центра (Бураево): 21 км,
- центра сельсовета (Ваныш-Алпаутово): 12 км,
- ближайшей ж/д станции (Янаул): 92 км.